# Devilicious
Devilicious är ett svenskt hårdrocksband från Göteborg och består av Mikael Jakobsson (sång, gitarr), Paul Bärjed (trummor), Magnus Persson (basgitarr) och Karl Edfeldt (gitarr). Gruppens debutalbum The Asylum Gospels släpptes 21 maj 2011 på Rambo Music i samarbete med Dead Tree Music.

## Historik
Devilicious bildades 2005 i Göteborg av dåvarande medlemmarna Mikael Jacobsson (sång, gitarr), Carl Paulsen (gitarr), David Andersson (trummor) samt Erik (Doggy) Samuelsson.
Efter två EP:s, The Haunt of Fear 2006 och Samsara 2008, släppta på tyska Dare Devil Records samt en tysklandsturné och några medlemsbyten senare började 2009 den nuvarande konstellationen arbeta på vad som skulle bli debutalbumet. 
Debutalbumet som fick titeln The Asylum Gospels släpptes 2011 av Rambo Music i samarbete med Dead Tree Music.

## Medlemmar
Nuvarande medlemmar
- Mikael Jakobsson – sång, gitarr (2005 –)
- Magnus Persson – basgitarr (2018– )
- Paul Bärjed – trummor, sång (2018– )
- Karl Edfeldt – gitarr, sång (2017– )

Tidigare medlemmar
- Carl Paulssen – basgitarr (2005–2017)
- Julien Fabre – gitarr (2014–2017)
- Alexander Lundgren – trummor (2014–2017)
- David Andersson – trummor (2005–2006)
- Dennis Svensson – trummor (2006–2008)
- Joakim Olausson – trummor (2008–2009)
- Stefan (Trumleif) – trummor (2009–2014)
- Erik (Doggy) Samuelsson – basgitarr (2005–2008)
- Magnus Jacobsson – gitarr (2008–2009)

## Diskografi
Studioalbum
- 2011 – The Asylum Gospels
- 2012 – The Esoretic Playground

EP
- 2006 – The Haunt of Fear
- 2007 – Samsara
- 2016 – Phoenix

Singlar
- 2011 – "Demonizer"
- 2012 – "Succubus"
- 2012 – "Hollywood"